# Durchgängige elektronische Fahrgastinformation
Die Durchgängige elektronische Fahrgastinformation (DELFI) bietet eine deutschlandweite Verbindungsauskunft im öffentlichen Verkehr. Als öffentlicher Verkehr wird hier der gesamte Personennah- und -fernverkehr mit Verkehrsmitteln wie Omnibussen, Oberleitungsbussen, Schiffen, Straßenbahnen, U- und S-Bahnen, Regional- und Fernzügen verstanden.

## Entstehung
DELFI wurde 1997 initiiert und bis 1999 unter Förderung vom Bundesministerium für Verkehr, Bau- und Wohnungswesen fertiggestellt.

DELFI ist das Ergebnis der Zusammenarbeit von sechzehn Bundesländern, der Deutschen Bahn AG und fünf Systemhäusern.

## Nutzen
DELFI erspart den Fahrgästen das Zusammensuchen von Fahrplanauskünften verschiedener Anbieter und Systeme und erteilt eine durchgängige Auskunft mit nur einer einzigen Abfrage. Dabei wird auf die jeweiligen lokalen Systeme zugegriffen, sodass eine hohe Aktualität gewährleistet ist. Die Nutzung öffentlicher Verkehrsmittel und das Umsteigen vom Auto auf Bus und Bahn soll einfacher und attraktiver gestaltet werden.

## Technik
Unterschiedliche Auskunftssysteme (EFA, EVA, HAFAS, GEOFOX) von unterschiedlichen Herstellern (HaCon, HBT, MENTZ, IVU Berlin, DB Systel) arbeiten über eine XML-Schnittstelle zusammen, um die Nahverkehrsauskunft aller Bundesländer mit der Fernverkehrsauskunft der DB AG im Hintergrund zu einer integrierten Gesamtverbindungsinformation zu verknüpfen.
Der Vorteil des Systems besteht darin, dass hochaktuelle Fahrplanauskünfte durch Vernetzung dezentraler Systeme erreicht werden können. Nachteilig ist allerdings, dass es je nach Komplexität der Anfrage zu längeren Antwortzeiten kommen kann.